# Pastwiska (gmina)
Pastwiska – dawna gmina wiejska istniejąca w latach 1945–1947 w woj. śląskim i woj. katowickim (dzisiejsze woj. śląskie). Siedzibą władz gminy były Pastwiska (obecnie dzielnica Cieszyna).
Gmina zbiorowa (o charakterze jednostkowym) Pastwiska powstała w grudniu 1945 w następstwie reformy gminnej w powiecie cieszyńskim w woj. śląskim (śląsko-dąbrowskim). Według stanu z 1 stycznia 1946 gmina składała się z samej siedziby i przez to nie była podzielona na gromady. 6 lipca 1950 zmieniono nazwę woj. śląskiego na katowickie.
Gminę zniesiono 17 lutego 1947 roku, a jej obszar włączono w skład nowej gminy Haźlach, której Pastwiska stały się siedzibą. Jednostki nie przywrócono także 1 stycznia 1973 wraz z kolejną reformą reaktywującą gminy.